# Hypericum patulum
Espèce
Hypericum patulum, le Millepertuis doré, est une espèce de plantes à fleurs de la famille des Hypericaceae. C'est un arbrisseau originaire d'Asie. Il est cultivé pour sa valeur ornementale, nectarifère et mellifère. 

## Systématique
Hypericum est l'un des neuf genres de la famille des Hypericaceae Juss. ; APG III, 2009). Le genre Hypericum contient 484 espèces, et notamment Hypericum perforatum, le Millepertuis officinal qui est utilisé en médecine et reconnu pour ses vertus anti-dépressives.

### Synonymes
- Eremanthe patula ;
- Hypericum argyi; Hypericum gumbletoni ; Hypericum nepalense; Hypericum oblongifolium ; Hypericum pseudopatulum ;
- Hypericum ramosissimum ;
- Norysca patula ;
- Komana patula.

## Description
Il prend la forme d'un arbrisseau d'une hauteur inférieure à 1,5 m à branches souples et au feuillage persistant. Les jeunes rameaux sont quadrangulaires, puis s’arrondissent à maturité.  
Les feuilles sont lancéolées, épaisses et vert foncé. Sa forme naturelle est en dôme régulier, dense et arrondi.
Les fleurs se composent de 5 pétales jaune vif et présentent 50 à 70 étamines.

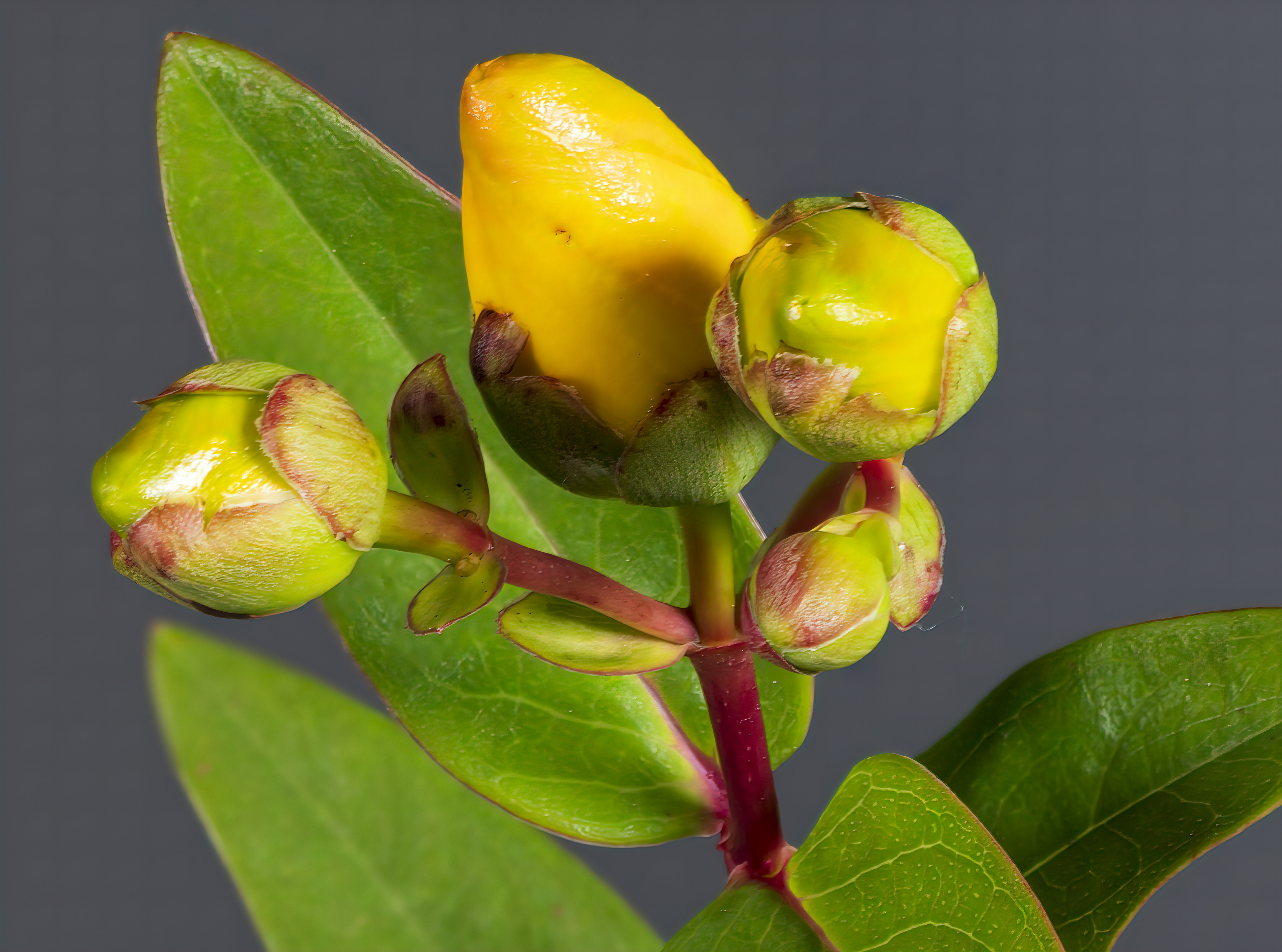
Boutons.
Fleur.

## Distribution
Cette espèce est native des provinces de Sichuan et Guizhou en Chine mais a été naturalisé en Birmanie, à Taïwan, en Corée, en Inde, au Japon, à Java, en Australie, en Afrique du Sud, en Équateur et en Colombie. Il est cultivé dans de nombreuses régions tempérées.

## Culture
Hypericum patulum est tolérant à différents types de sol, tant que celui-ci n’est ni trop acide ou calcaire et qu’il ne se dessèche pas trop. Il se porte bien à l’ombre, ou en plein soleil. Il est rustique jusqu’à -20 °C, mais peut perdre ses feuilles. Hypericum patulum grandit d'à peu près 40 cm par an. Il peut être taillé car il se régénère sans problème.

### Pharmacopée
Propriété anti tumorale et cytotoxicité
Les extraits d'Hypericum patulum ont été testés pour l'activité antitumorale et  la cytotoxicité in vitro en utilisant des lignées cellulaires humaine dans cette étude.
Les extraits Hypericum patulum (feuilles) ont montré une cytotoxicité modérée et l'extrait d'Hypericum patulum (parties aériennes) n'a montré aucune cytotoxicité jusqu'à une concentration de 1000 µg / mL.
La viabilité cellulaire et les changements morphologiques ont été évalués. Parmi ces extraits, l'extrait d'Hypericum patulum (tige) a montré une forte cytotoxicité contre toutes les lignées cellulaires utilisées.
Propriété anti bactérienne
Dans cette étude, deux nouveaux méroterpènes prénylés apparentés à la benzophénone, les hypatulines A et B, ont été isolés des feuilles d'Hypericum patulum.   
L'hypatuline A a présenté une activité antimicrobactérienne contre Bacillus subtilis.
Régulation du métabolisme
Neuf nouveaux dérivés acylphloroglucinol spirocycliques, les hyperpatulols A - I (1–9), ont été caractérisés à partir des fleurs d'Hypericum patulum. D'autres études pharmacologiques ont révélé que 4 pourrait réguler l'expression des protéines Vimentine et E-cadhérine.    
Activité anti-oxydante / anti-radicalaire
Le but de cette étude était d'évaluer la composition chimique, ainsi que l'activité antioxydante et phototoxique, de 11 espèces d'Hypericum cultivées en Sicile (H.perforatum L., H.aegypticum L., H. androsaemum L., H. calycinum L ., H. hircinum L., H. hirsutum L., H. montanum L., H. patulum Thunb., H. perfoliatum L., H. pubescens Boiss., H. tetrapterum Fr.).
L'analyse phytochimique a permis d'identifier et de quantifier 20 métabolites possédant chacun une activité biologique bien connue. De plus, toutes les espèces examinées ont montré une bonne activité cytotoxique et anti-oxydante / anti-radicalaire.
Phototoxicité
Ces résultats indiquent qu'en plus du bien connu H.perforatum, d'autres espèces représentent des sources potentielles de composés biologiquement actifs, et au moins deux autres espèces (H . perfoliatum et H. tetrapterum), en raison de leur phototoxicité, sont des candidats pour une application en thérapie photodynamique.